# E. Duke Vincent
E. Duke Vincent (Jersey City, 30 april 1932 - Montecito, 10 februari 2024) was een Amerikaans televisieproducent.

## Biografie
Vincent werd geboren als Edward Michael Ventimiglia op 30 april 1932 in Jersey City (New Jersey) als zoon van Margaret en Egizio Ventimiglia. Hij studeerde aan de Seton Hall University, waar hij in 1954 zijn bachelordiploma behaalde. Van 1960 tot 1961 was hij als militair piloot lid van het beroemde vliegdemonstratieteam Blue Angels.  Na zijn legertijd had hij een carrière van 40 jaar in het schrijven en produceren van televisieprogramma's. Van 1978 tot 2006 was hij productiepartner van Aaron Spelling en een leidinggevende bij verschillende van diens productiebedrijven.
Televisieseries waaraan Vincent meewerkte zijn onder andere Dynasty, Charmed, Melrose Place, Beverly Hills, 90210, 7th Heaven, Wanted, Vega$, Matt Houston, Charlie's Angels, Sunset Beach en Savannah. Sinds 2006 hield Vincent zich voornamelijk bezig met het schrijven van romans, die zich vaak afspeelden in de entertainmentindustrie.
Vincent was drie keer getrouwd. Zijn eerste huwelijk met Sandra Carol Freeman duurde van 1960 tot 1974, het paar kreeg een dochter. In 1977 trouwde hij met actrice Dian Parkinson. Ook dat huwelijk eindigde in 1982 in een scheiding. In datzelfde jaar trouwde hij met actrice Pamela Hensley, een huwelijk dat stand hield tot zijn dood in 2024. 
E. Duke Vincent overleed op 10 februari 2024 thuis in Montecito (Californië) op 91-jarige leeftijd.

## Filmografie (selectie)
- Vega$ (1978–1981)
- Dynasty (1981–1989)
- Matt Houston (1982–1985)
- Hotel (1983–1988)
- Life with Lucy (1986)
- 2000 Malibu Road (1992)
- Melrose Place (1992–1999)
- Winnetka Road (1994)
- Burke's Law (1994–1995)
- Models Inc. (1994–1995)
- Robin's Hoods (1994–1995)
- Madman of the People (1994–1995)
- University Hospital (1995)
- Beverly Hills, 90210 (1995–2000)
- Malibu Shores (1996)
- Savannah (1996–1997)
- 7th Heaven (1996–2006)
- Sunset Beach (1997–1999)
- Charmed (1998–2006)
- Safe Harbor (1999)
- Titans (2000–2001)
- Kingpin (2003)
- Clubhouse (2004–2005)
- Summerland (2004–2005)
- Wanted (2005)

## Romans
- Mafia Summer. Bloomsbury USA (2006). ISBN 1-59691-113-1.
- Black Widow. Bloomsbury USA (2007). ISBN 1-59691-390-8.
- The Strip. Bloomsbury USA (2008). ISBN 1-59691-615-X.
- The Camelot Conspiracy: A Novel of the Kennedys, Castro and the CIA. The Overlook Press USA (2011). ISBN 1-59020-639-8.

- International Standard Name Identifier: 0000 0000 5255 0435
- Library of Congress Control Number: no99015360
- Virtual International Authority File: 19308898
- WorldCat: E39PBJxrYB3GGT9pf4txtJkdQq